# Cratere Simonenko
Simonenko è un cratere sulla superficie di Venere. È dedicato all'astronoma sovietica di nazionalità russa Alla Nikolaevna Simonenko (in russo Алла Николаевна Симоненко?;  1935–1984).